# Hvozdnice (Nyugat-prágai járás)
Hvozdnice település Csehországban, Nyugat-prágai járásban. Hvozdnice Líšnice, Bojanovice, Čisovice, Davle és Štěchovice településekkel határos. Lakosainak száma 593 fő (2024. január 1.).

## Népesség
A település lakosságának változását az alábbi diagram mutatja:
| Lakosok száma | 305  | 348  | 440  | 501  | 359  | 302  | 485  | 516  | 557  | 593  |
|               | 1869 | 1890 | 1921 | 1950 | 1980 | 2001 | 2017 | 2019 | 2022 | 2024 |